# Ammophila cleopatra

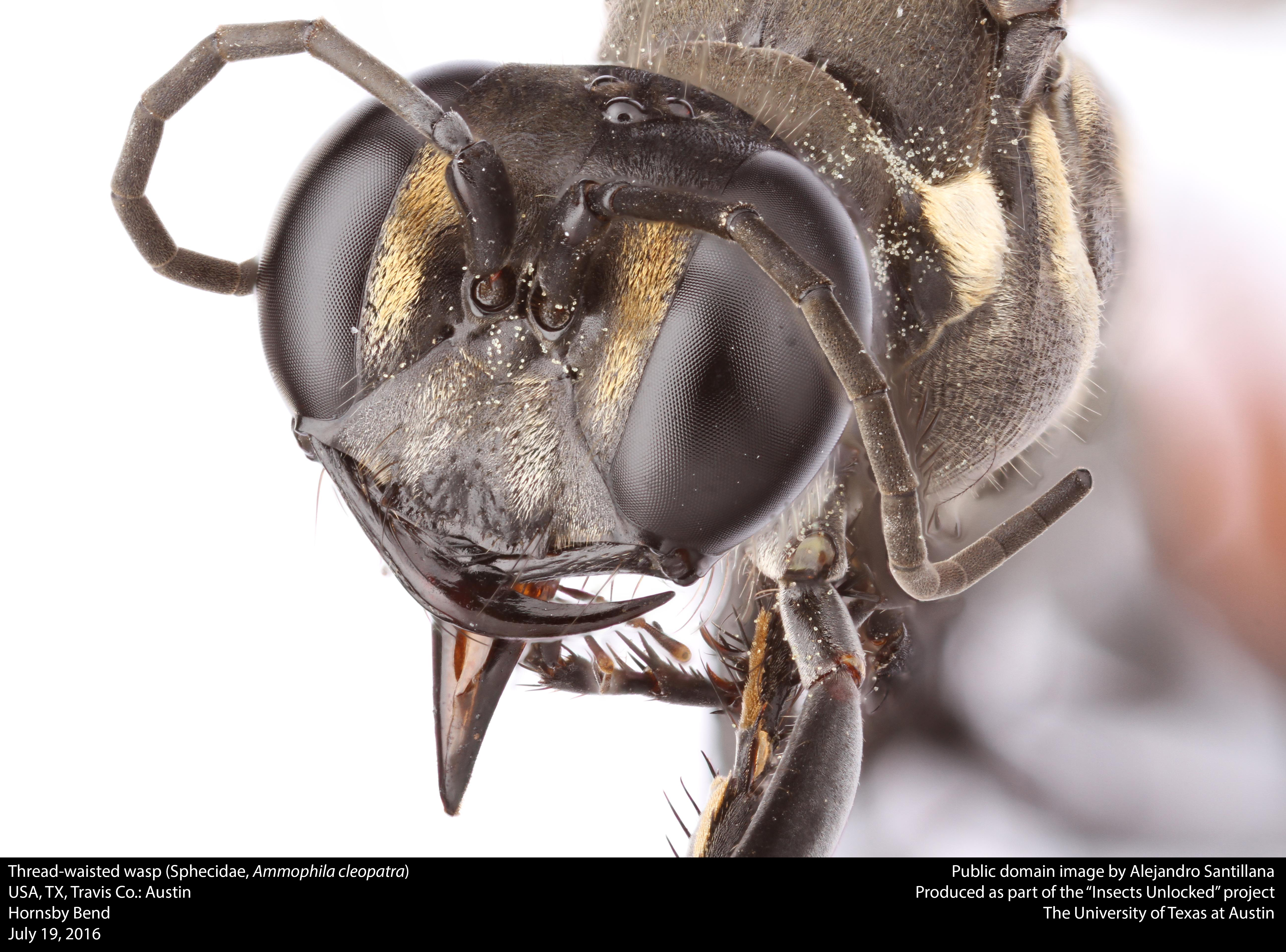
Avispa de cintura de hilo (Sphecidae, Ammophila cleopatra)

Ammophila cleopatra es una especie de avispa del género Ammophila, familia Sphecidae.

## Taxonomía
Fue descrito por primera vez en 1964 por Menke. 